# Jack (film fra 1977)
Jack er en svensk dramafilm fra 1977 instrueret af Jan Halldoff. Filmen er baseret på Ulf Lundells roman af samme navn fra 1976.

## Handling
Jack er i midten af 20'erne. Sammen med sine venner i Stockholm giver han den gas. De ryger, drikker og forfører kvinder. Men i modsætning til mange andre, ved Jack, hvad han vil. Han skal være forfatter.

## Medvirkende (i udvalg)
- Göran Stangertz som Jack Råstedt
- Nils Eklund som Jacks far
- Kjell Bergqvist som Harald
- Örjan Ramberg som Bart
- Gunnel Fred som Sonja
- Åke Lindström som Sonjas far
- Gunilla Nyroos som Kicki
- Lotta Ramel som besøgende hos Bart
- Ulf Lundell som fyr på restaurant